# Nsukka

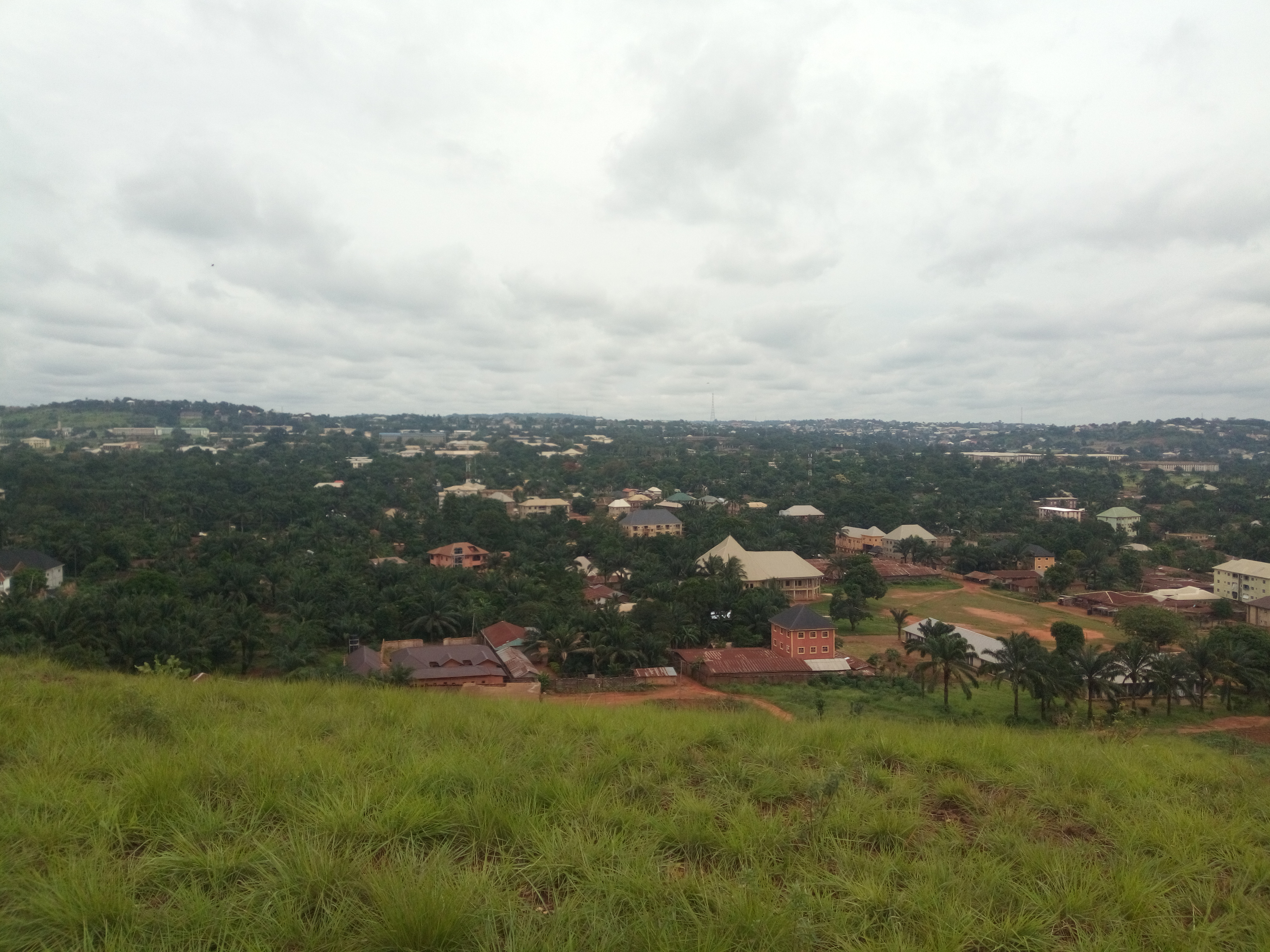
Luftbild von Nsukka

Nsukka ist eine Stadt und Local Government Area im Bundesstaat Enugu im Südosten Nigerias. Die Stadt hat Berechnungen 2012 zufolge 41.282 Einwohner und liegt nördlich der Stadt Enugu in den Udi Hills auf einer Höhe von 396 Metern. Die meisten Bewohner gehören der Ethnie der Igbo an.

## Geschichte
In Nsukka entstand 1955 die erste von Einheimischen gegründete und geführte Universität Nigerias, die University of Nigeria, gegründet von Nnamdi Azikiwe, dem ersten Staatspräsidenten des Landes.
Nsukka lag im Gebiet des Staates Biafra, der 1967–1970 bestand. Im Juli 1967 war die Stadt eine der ersten, die im biafranischen Unabhängigkeitskrieg gegen den nigerianischen Zentralstaat von den nigerianischen Truppen zurückerobert wurden.
Die Stadt ist seit 1990 Sitz des römisch-katholischen Bistums Nsukka. Hauptkirche ist die St. Theresa’s Cathedral.

## Persönlichkeiten
- Benjamin Nnamdi Azikiwe (1904–1996), nigerianischer Politiker, erster Staatspräsident des Landes, verstarb in Nsukka
- Christopher Okigbo (1932–1967), Lyriker, verstarb nahe Nsukka
- Chimamanda Ngozi Adichie (* 1977), Schriftstellerin, wuchs in Nsukka auf, in mehreren ihrer Bücher taucht Nsukka als Ort der Handlung auf.
- Olu Oguibe (* 1964), nigerianisch-amerikanischer Dichter, studierte in Nsukka